# La Roche-Clermault
La Roche-Clermault är en kommun i departementet Indre-et-Loire i regionen Centre-Val de Loire i de centrala delarna av Frankrike. Kommunen ligger i kantonen Chinon som tillhör arrondissementet Chinon. År 2022 hade La Roche-Clermault 546 invånare.

## Befolkningsutveckling
Antalet invånare i kommunen La Roche-Clermault
Referens:INSEE